# Most Nan-fang-ao
Most Nan-fang-ao (čínsky v českém přepisu Nan-fang-ao ta-čchiao, pchin-jinem Nánfāng'ào Dàqiáo, znaky 南方澳大橋) byl silniční ocelový obloukový most v Nan-fang-au v okrese I-lan na Tchaj-wanu. Jednalo se o jediný Langerův trám na Tchaj-wanu a jeden z nejdelších Langerových trámů na světě. Na most navazovala estakáda na západním předpolí. Most se zřítil 1. října 2019 a doposud probíhá vyšetřování příčin kolapsu.

## Konstrukce
Jednalo se o obloukový most se šikmými závěsnými lany, šlo tedy o Langerův trám. Oblouk mostu byl zhotoven z oceli. Délka mostu činila 140 metrů, šířka na mostě byla 15 metrů a volná výška pod mostem 18 metrů. Návrhová životnost mostu byla 50 let.
Most byl navržen společností MAA Consultants (čínsky 亞新工程顧問股份有限公司), výstavba začala v roce 1996 a v roce 1998 byl uveden do provozu. Nový most nahradil původní, který měl nedostatečnou plavební výšku. Během prohlídky mostu v roce 2016 se zjistilo, že mostní závěry jsou zkroucené, poškozené a prohnuté, v letech 2017–2018 následovala jejich oprava.

## Zřícení mostu

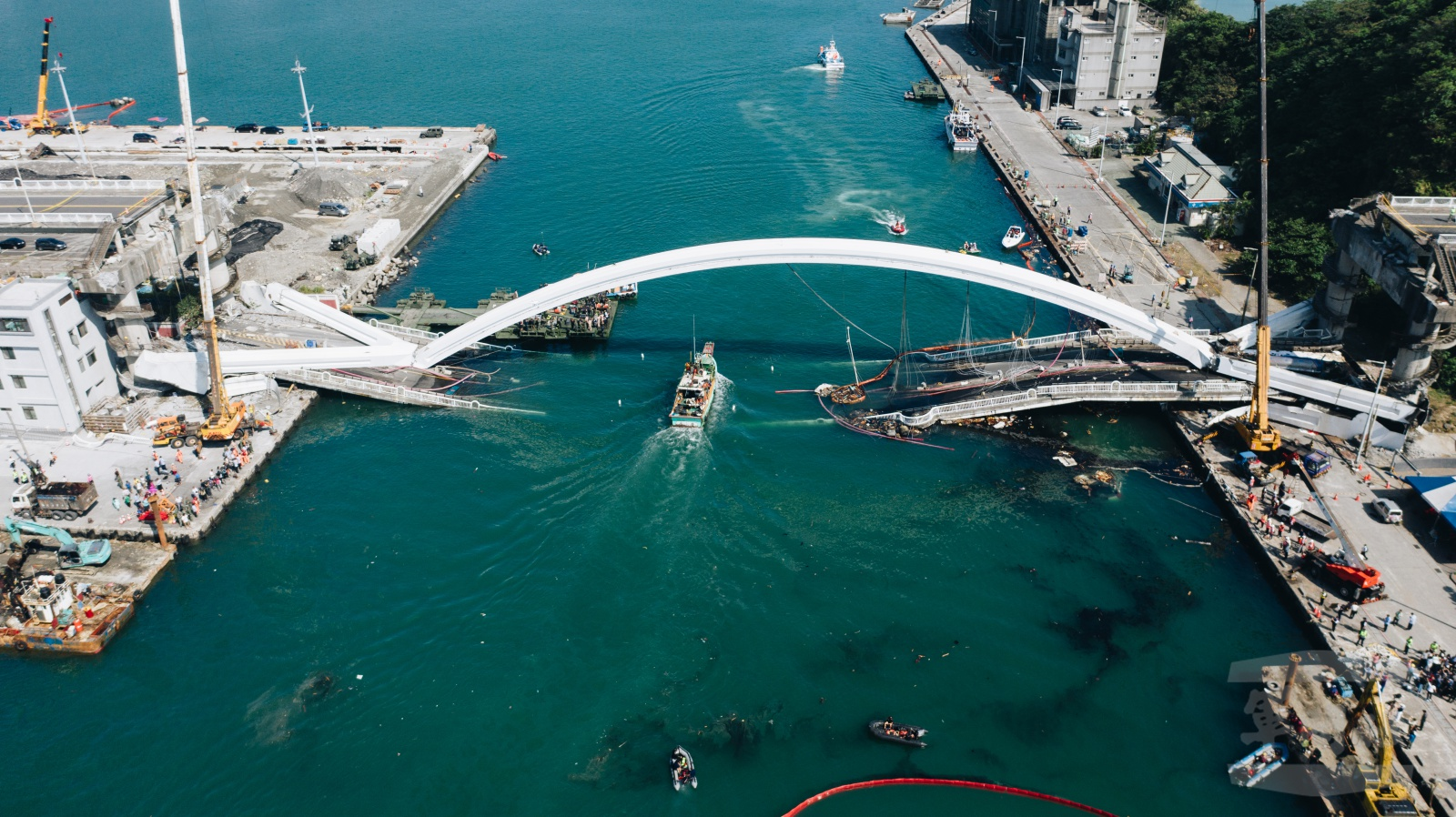
Zřícený most (letecký pohled)

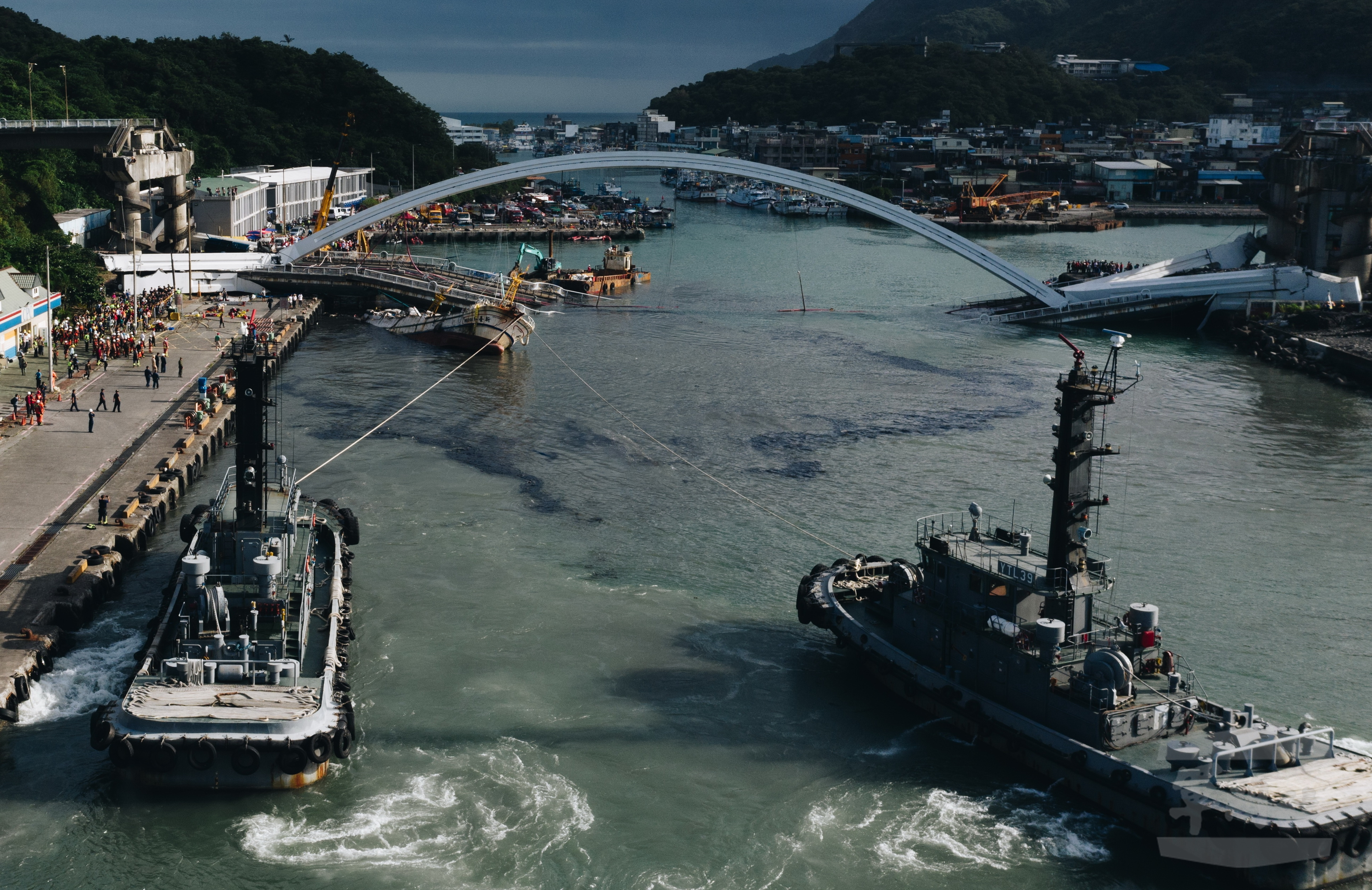
Zřícený most

K havárii došlo v 9.30 místního času, v okamžiku, kdy na most vjela cisterna s naftou. Několik hodin před kolapsem oblastí prošel tajfun Mitag a bylo zaznamenáno slabé zemětřesení (3,8 stupně). Most se zřítil na několik lodí, které právě kotvily pod ním. Na mostě v době kolapsu bylo asi 6 osob. Havárii celkem nepřežilo 6 lidí (občané Indonésie a Filipín) a dalších 12 osob bylo zraněno. Kvůli zřícení mostu zůstalo přes 500 rybářských lodí uvězněno dva dny v přístavu. Trosky mostu vážící 320 tun byly definitivně odklizeny 10. října 2019. Výstavba nového mostu byla zahájena v říjnu 2020 Generálním ředitelstvím silnic, most má stát 848,5 tchajwanských dolarů.

## Příčina zřícení
Příčinou zřícení mohla být koroze a oslabení závěsných lan působením vzduchu nasyceného slanou vodou. Zatímco tlačený oblouk si zachoval celistvost i po zřícení do moře, drtivá většina závěsů byla přetržena už během pádu, jak je patrné z videa. Jeden či dva závěsy, které byly nejvíce oslabeny korozí, se pravděpodobně přetrhly, mostovka se pod tíhou cisterny prohnula a tím došlo k řetězovému kolapsu ostatních závěsů, které nebyly schopny přenést narůstající tahovou sílu.
V listopadu 2020 byla Tchajwanským úřadem pro bezpečnost provozu publikována závěrečná zpráva vyšetřování zřícení mostu. Podle jejího zjištění se most zřítil kvůli korozi závěsných kabelů – v času neštěstí měly průřez oslabený na 22–27 % průřezu původního. Most taktéž nebyl dostatečně udržovaný a opravovaný.